# Tárek Szolimán
Tárek Mohamed Szolimán (arabul: طارق سليمان); (Port Szaíd, 1962. január 24. – ) egyiptomi válogatott labdarúgó. 

## Pályafutása

### Klubcsapatban
Port Szaídban született. 1981 és 1995 között az Al Masri csapatában játszott, melynek tagjaként három alkalommal (1983, 1984, 1989) jutott be az egyiptomi kupa döntőjébe.

### A válogatottban
1982 és 1992 között 24 alkalommal szerepelt az egyiptomi válogatottban és 1 gólt szerzett. Részt vett az 1990-es világbajnokságon, ahol az Anglia elleni csoportmérkőzésen csereként lépett pályára. Hollandia és Írország ellen nem kapott lehetőséget. Tagja volt az 1992-es afrikai nemzetek kupáján szereplő válogatott keretének is.